# Jupiter Jones (Album)
Jupiter Jones ist das vierte Studioalbum der gleichnamigen Band Jupiter Jones.
Jupiter Jones erschien am 25. Februar 2011 auf dem Plattenlabel Columbia Records und wird dem Genre Punkrock und Indie-Rock zugerechnet. Produziert wurde das Album von Wolfgang Stach, abgemischt wurde es von Michael Ilbert.
Das Lied Still wurde im April 2011 zum meistgespielten deutschsprachigen Lied im deutschen Radio.

## Entstehung und Thematik
Der Albumtitel entstand dadurch, dass die Bandmitglieder verschiedene Titel favorisierten und sich schließlich auf den Bandnamen als Kompromisslösung einigten. Außerdem habe Columbia die Band unterstützt, sodass ein gängiger Albumtitel angestrebt wurde.
Da die Bandmitglieder weiter auseinander wohnen, in der Eifel, Hamburg, Marburg und Münster, habe „jeder für sich in seinem stillen Kämmerlein“ die Lieder kreiert, „grob programmiert“ und dann den übrigen Bandmitgliedern zugeschickt, damit sie daran weiter arbeiten konnten. Die Bandmitglieder versammeln sich dann „in Blockproben von zwei, drei Wochen und arrangieren es zusammen.“
Der Song „Still“ sei als erster entstanden und wird vom Sänger Nicholas Müller als „der poppigste Song auf der Platte“ bezeichnet, er sei „von allen Songs, die“ sie „bisher geschrieben haben, … am ehesten eine Single.“ Das Lied wurde von der niederländischen Band Bløf als Zo Stil gecovert.
Kernthema der Titel auf dem Album sei das „blanke Überleben“, außerdem gebe es darauf auch „Herzschmerzthemen“ und „am Rand wird es schon mal politisch“. Die Titelauswahl soll das menschliche Leben als oft „anstrengend“ und „ätzend“ darstellen, aber aufzeigen, dass es „immer einen Grund gibt, weiterzumachen“.

## Stil
Der Sänger Nicholas Müller sagte in einem Interview in der Zeitschrift Melodie und Rhythmus, dass die „Massentauglichkeit der Platte unbewusst passiert“ sei. Die Gruppe habe einen „guten Mittelweg gefunden zwischen Gefälligkeit und dem Ungestüm, das wir uns bewahren wollten.“ Die Band habe ihren Stil verändert und sei „in Richtung Popmusik gewandert“.

## Inhalt
Komm bloß nicht nach Bad Bentheim handelt von einem „alten, verbitterten Mann in der Kneipe“ und Bad Bentheim kommt im Liedtext gar nicht vor und Berlin stellt die Hauptstadt als „Sinnbild der Zwangshipness“ dar.
Titelliste
| #   | Titel                             | Länge |
| --- | --------------------------------- | ----- |
| 1.  | Ansage                            | 2:26  |
| 2.  | Hey! Menetekel                    | 3:29  |
| 3.  | ImmerFürImmer                     | 3:02  |
| 4.  | Still                             | 3:57  |
| 5.  | Alter Mann wo willst du hin?      | 3:58  |
| 6.  | Vater                             | 3:28  |
| 7.  | Sonne? Scheint!                   | 4:27  |
| 8.  | Berlin                            | 3:55  |
| 9.  | Hier oben (… Jupp)                | 5:12  |
| 10. | Stück Vom Weg                     | 3:18  |
| 11. | Der Hund, der Stock, die Tür      | 3:52  |
| 12. | Komm bloß nicht nach Bad Bentheim | 3:08  |

## Singleauskopplungen
| Jahr | Titel         | Höchstplatzierung, Gesamtwochen, AuszeichnungChartplatzierungen (Jahr, Titel, , Platzierungen, Wochen, Auszeichnungen, Anmerkungen) | Höchstplatzierung, Gesamtwochen, AuszeichnungChartplatzierungen (Jahr, Titel, , Platzierungen, Wochen, Auszeichnungen, Anmerkungen) | Höchstplatzierung, Gesamtwochen, AuszeichnungChartplatzierungen (Jahr, Titel, , Platzierungen, Wochen, Auszeichnungen, Anmerkungen) | Anmerkungen                                                |
| Jahr | Titel         | DE | AT | CH | Anmerkungen                                                |
| ---- | ------------- | --- | --- | --- | ---------------------------------------------------------- |
| 2011 | Still         | DE10 ×3Dreifachgold · (52 Wo.)DE | AT2 Platin · (29 Wo.)AT | — | Erstveröffentlichung: 11. Februar 2011 Verkäufe: + 480.000 |
| 2011 | ImmerFürImmer | DE59 (1 Wo.)DE | AT59 (1 Wo.)AT | — | Erstveröffentlichung: 30. September 2011                   |

## Rezeption

### Rezensionen
- Anne Nußbaum lobt in ihrer Kritik auf laut.de, dass Jupiter Jones „geballten Zorn und Kummer, Sehnsucht und Selbstzweifel […] in schöne Worte und einschneidende Melodien“ kleiden.[9]
- Raphael Schmidt von Intro bewertet das Album „neu“ und „gewöhnungsbedürftig“, aber im Stil dennoch „typisch Jupiter Jones“.[10]

### Charts und Chartplatzierungen
Jupiter Jones stieg erstmals am 11. März 2011 auf Rang 14 der deutschen Albumcharts ein, was zugleich die beste Chartnotierung darstellte. Bis zum 10. Februar 2012 platzierte sich das Album 34 Wochen in den Top 100. Das Album avancierte nach Holiday in Catatonia (Rang 97) zum zweiten Chartalbum für die Band in Deutschland. 2011 platzierte sich Jupiter Jones auf Rang 57 der deutschen Album-Jahrescharts. In Österreich stieg das Album erstmals am 15. Juli 2011 auf Rang 60 ein. Seine beste Platzierung erreichte das Album am 26. August 2011 mit Rang 18. Es platzierte sich 16 Wochen in den Charts und wurde zum ersten Chartalbum der Band. In beiden Ländern konnte sich kein Album der Band länger in den Charts platzieren, in Österreich platzierte sich zudem kein Album besser in den Charts.
| ChartsChartplatzierungen | Höchstplatzierung | Wochen |
| ------------------------ | ----------------- | ------ |
| Deutschland (GfK)        | 14 (34 Wo.)       | 34     |
| Österreich (Ö3)          | 18 (16 Wo.)       | 16     |

| ChartsJahrescharts (2011) | Platzierung |
| ------------------------- | ----------- |
| Deutschland (GfK)         | 57          |

### Auszeichnungen für Musikverkäufe
Jupiter Jones wurde im Jahr 2011 mit einer Goldenen Schallplatte für über 100.000 verkaufte Einheiten in Deutschland ausgezeichnet. Damit ist es das kommerziell erfolgreichste Album der Band.
| Land/Region        | Auszeichnungen für Musikverkäufe (Land/Region, Auszeichnung, Verkäufe) | Verkäufe |
| ------------------ | ---------------------------------------------------------------------- | -------- |
| Deutschland (BVMI) | Gold                                                                   | 100.000  |
| Insgesamt          | 1× Gold ·                                                              | 100.000  |